# Suiro
Le Suiro est un volcan des Philippines situé sur l'île de Biliran dont il constitue le point culminant avec 1 301 mètres d'altitude. Il s'agit d'un dôme de lave andésitique entouré par d'autres sommets dont le Panamao avec 1 056 mètres d'altitude, le Gumansan avec 1 064 mètres d'altitude, le Lauan avec 1 187 mètres d'altitude.